# LC Developments

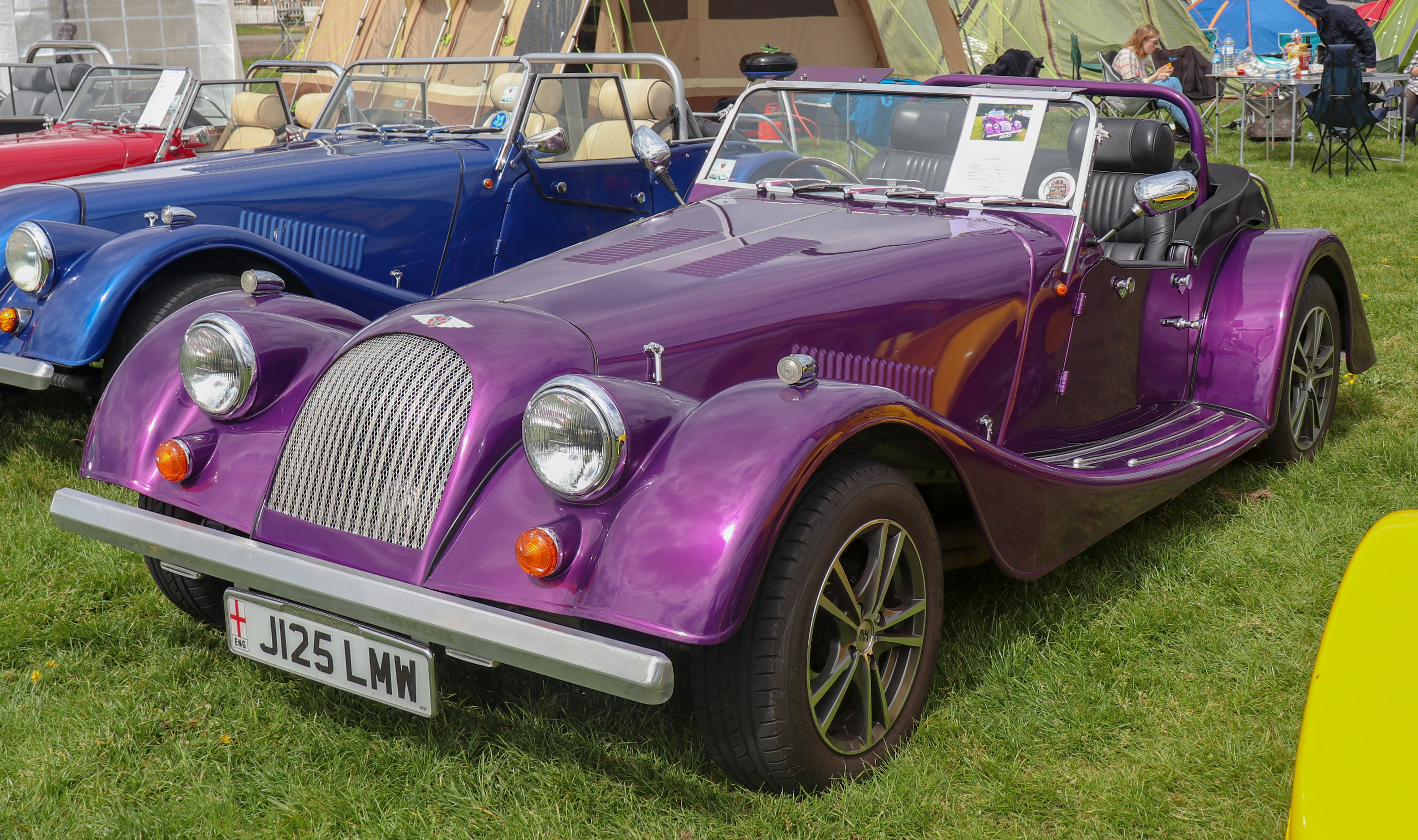
LCD Hawke

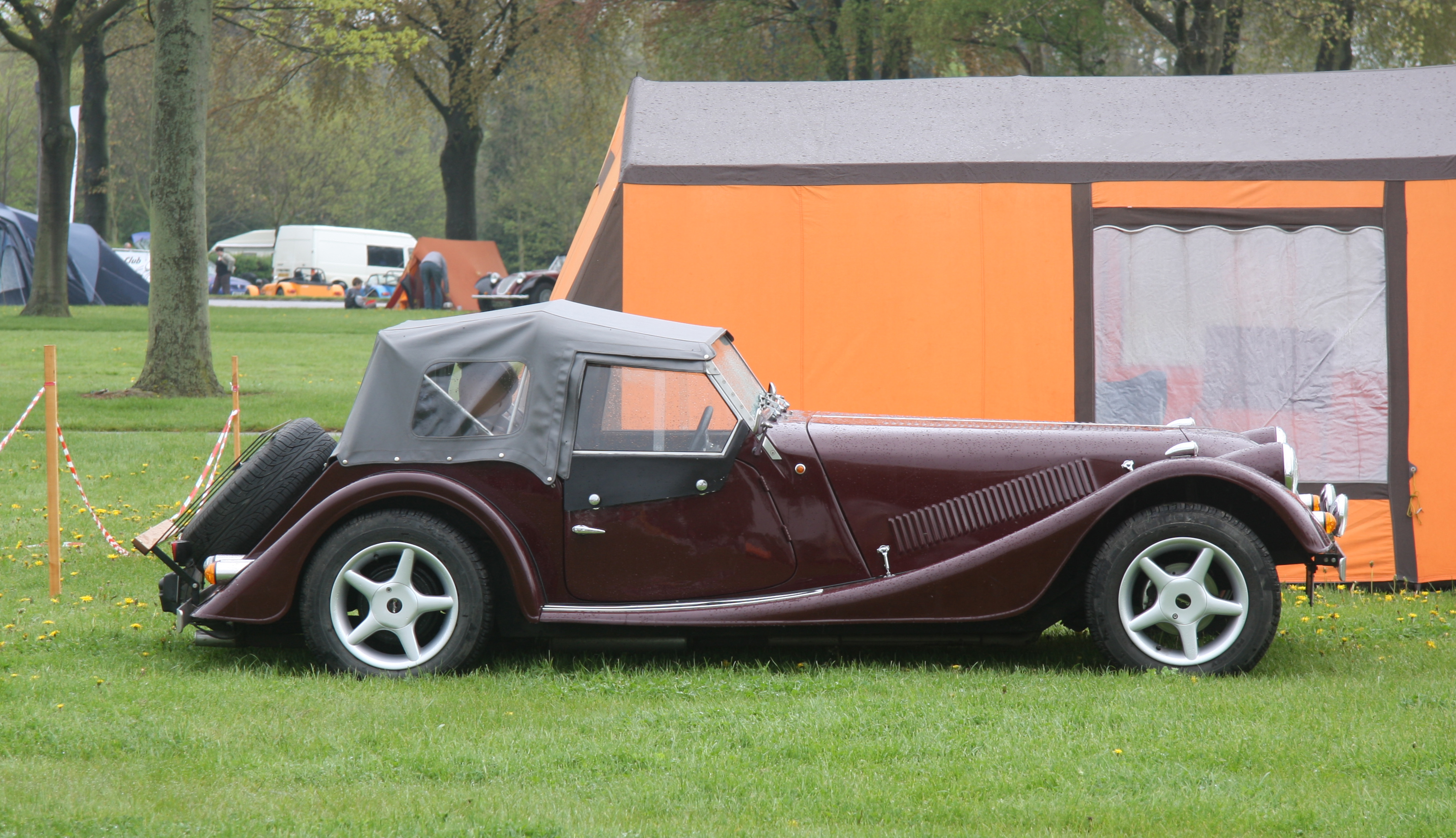
Seitenansicht

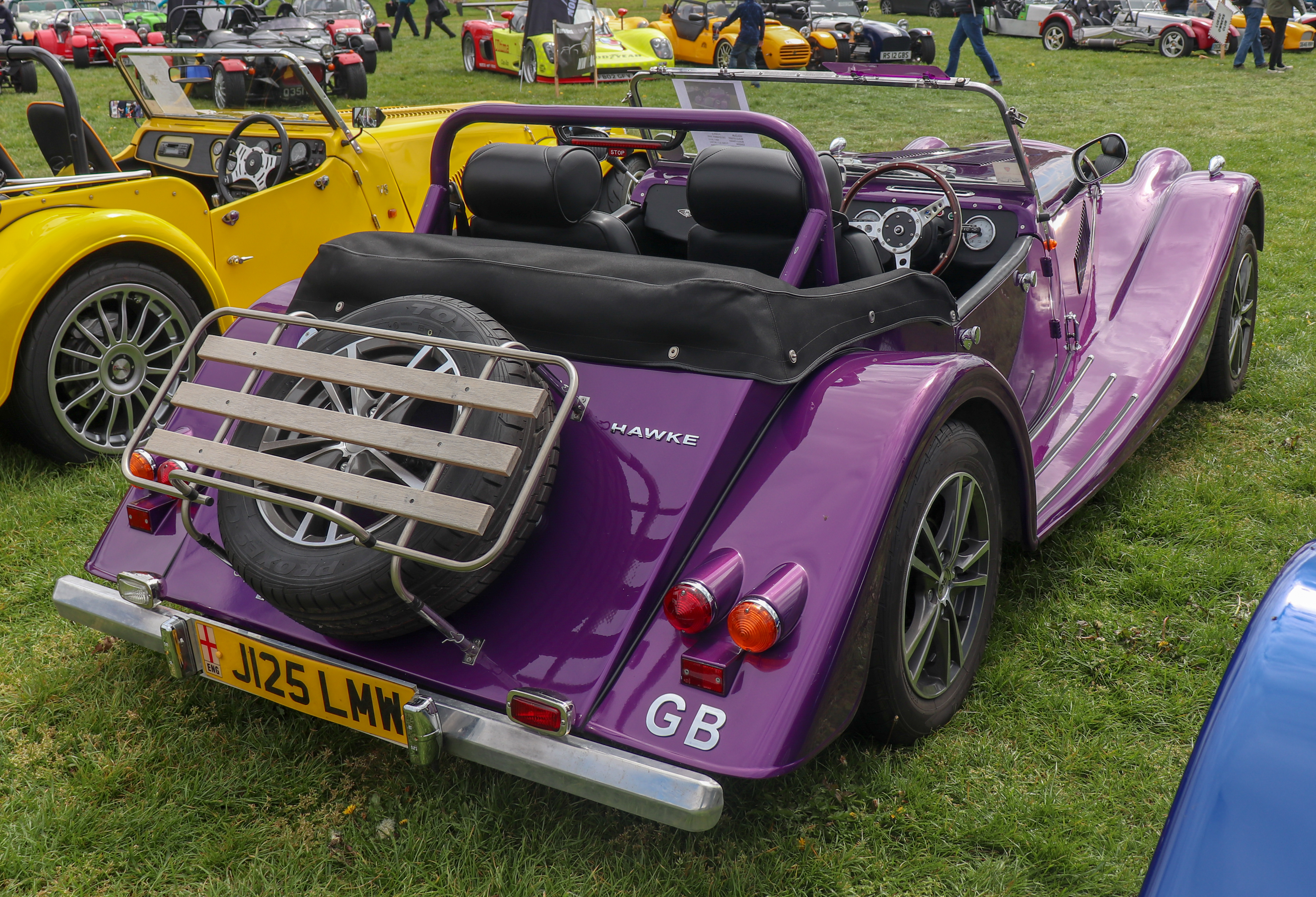
Heckansicht

LC Developments Limited ist ein britisches Unternehmen im Bereich Automobile und ehemaliger Automobilhersteller.

## Unternehmensgeschichte
Das Unternehmen wurde am 22. August 2003 in Pontypool in Torfaen (Wales) gegründet. Paul John Chapman und Richard John Laking sind seit 28. August 2003 Direktoren. Sie übernahmen von Tiger Racing die Produktionsrechte an einem Modell und begannen mit der Produktion von Automobilen und Kits. Der Markenname lautete LCD. 2007 oder 2008 endete die Produktion. Insgesamt entstanden etwa 10 bis 15 Exemplare. Als Werkstatt existiert das Unternehmen noch.

## Fahrzeuge
Das einzige Modell war der LCD Hawke, Nachfolger von Tiger Hawke und GCS Hawke von GCS Cars. Es war ein Roadster im Stil der 1930er Jahre mit Ähnlichkeit zum Morgan. Verschiedene Vierzylindermotoren von Ford und V8-Motoren von Rover trieben die Fahrzeuge an.